# فرانس إراسموس
فرانس إراسموس هو دبلوماسي ومحامي وسياسي جنوب أفريقي، ولد في 1896 في Merweville ‏ في جنوب أفريقيا، وتوفي في 7 يناير 1967. نشط حزبياً في الحزب الوطني. وقد انتخب Minister of Defence of South Africa ‏ وانتخب وزير العدل والتطوير الدستوري ‏.

## وصلات خارجية
- فرانس إراسموس على موقع مونزينجر (الألمانية)